# Atezolizumab

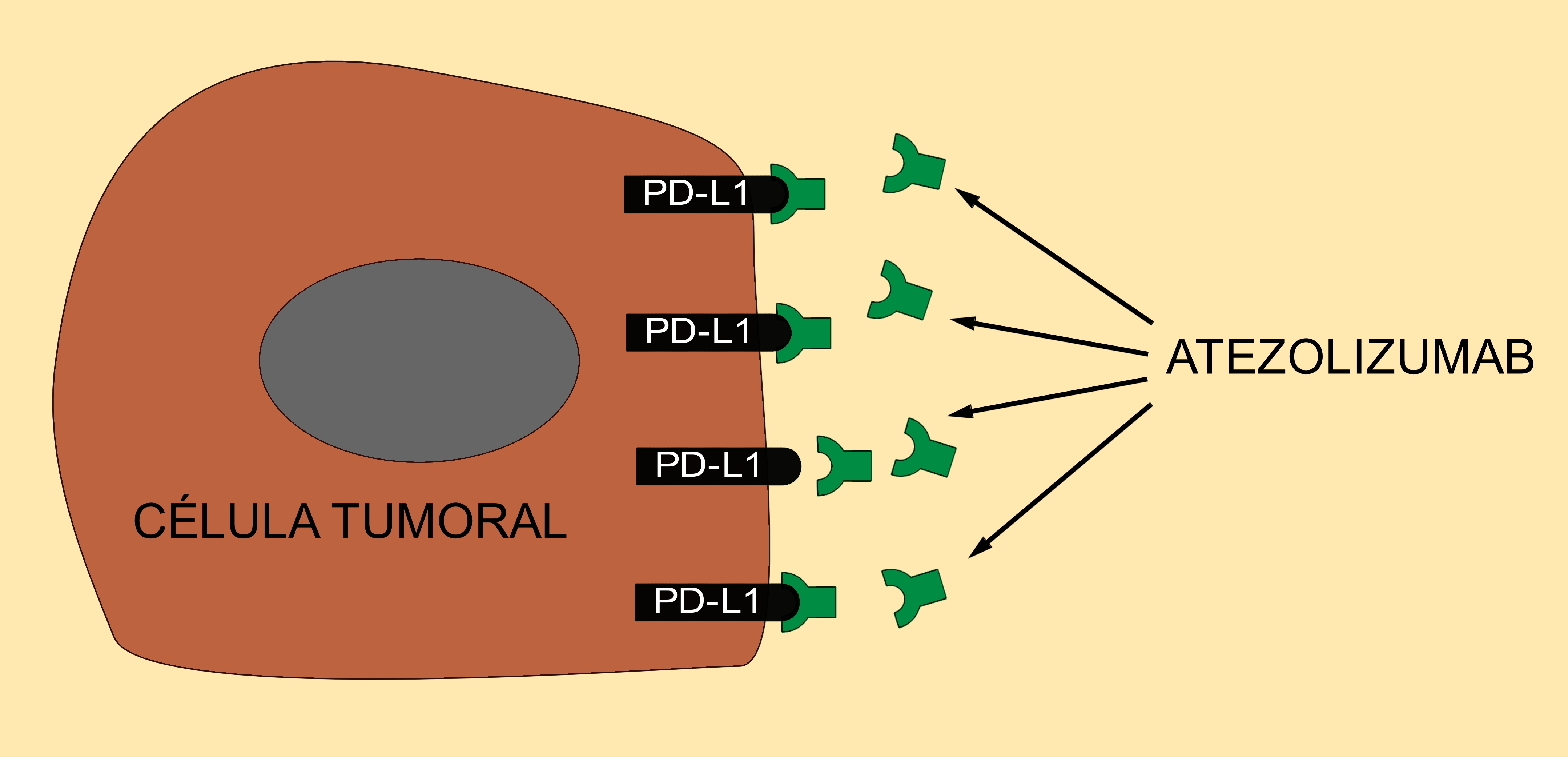
Le molecole di atezolizumab si legano al PD-L1 impedendo che questo attivi la proteina 1 della morte cellulare programmata, la quale altrimenti inibirebbe la risposta immunitaria antitumorale operata dai linfociti, in particolare dai linfociti T

L'atezolizumab, commercializzato sotto il nome di Tecentreq, è un anticorpo monoclonale umanizzato impiegato nel trattamento del carcinoma dell'urotelio, del carcinoma del polmone a cellule non piccole, del tumore alla mammella triplo-negativo, il carcinoma polmonare a piccole cellule, il carcinoma epatocellulare e la forma alveolare del sarcoma dei tessuti molli (sarcoma epitelioide).

## Meccanismo di azione
L'incremento nell'espressione del PD-L1, ligando della proteina 1 della morte cellulare programmata PD-1, è uno dei meccanismi che permettono ad alcuni tipi di tumore maligno di eludere la risposta immunitaria e, conseguentemente, di proliferare. In alcune neoplasie, come il carcinoma renale, i livelli di espressione del PD-L1 sono positivamente correlati al livello di aggressività del tumore. L'atezolizumab blocca gli antigeni PD-L1 presenti sulle cellule cancerose ed evitano che questi esercitino, mediante l'attivazione della proteina PD-1 sulla superficie dei linfociti T, l'inibizione della risposta immunitaria che sta alla base della crescita incontrollata del tumore.

## Effetti indesiderati
Gli effetti collaterali più frequentemente osservati nei pazienti a cui è stato somministrato l'anticorpo sono inappetenza, diarrea, nausea, vomito, dispnea, febbre, artralgie, astenia e prurito. In rari casi si sono osservate reazioni avverse più gravi, come l'isorgenza di polmonite, di meningite, di pancreatite oppure ipertiroidismo, ipotiroidismo, diabete mellito, epatite, insufficienza delle ghiandole surrenali e sindrome di Guillain-Barré.